# Isabella Di Resta
Isabella Di Resta (Vitulazio, 17 novembre 1941 – Napoli, 28 luglio 1992) è stata un architetto italiano.
È nota in particolare per i suoi studi sull'urbanistica di Capua e sulla storia dell'architettura dell'Italia meridionale nel Medioevo, in parallelo con gli studi archeologici sull'Alto Medioevo. Si è inoltre interessata di architetti del Rinascimento, Barocco e Neoclassico napoletano e meridionale.

## Biografia
Nata a pochi chilometri dalla città di Capua da Renato di Resta, capitano di polizia e medaglia d'oro per le campagne d’Africa, e da Pia del Ponte, si trasferì con la famiglia, prima a Roma poi ad Aversa. Perso il fratello diciottenne nel 1957 e nel 1959 il padre, si trasferì con la madre a Napoli, dove si sposò nel 1966 con Vincenzo Cagno, attore e studente in geologia, e si laureò nel 1969 presso l'Istituto di storia dell'architettura. Dal matrimonio ebbe due figli (Francesco e Renata).
Dal 1970 al '79 pubblica una serie di articoli su Napoli Nobilissima, prestigioso periodico fondato da B. Croce, a quel tempo sotto la direzione di Roberto Pane. Pane alla testa dal bimestrale dal '61 all'87, anno della sua scomparsa, fu architetto, storico e docente universitario presso la Facoltà di Architettura dell'Università di Napoli, in lui la di Resta riconobbe un maestro.
Altra figura di rilievo per Isabella fu Nicola Cilento, docente di Storia Medievale e insigne pioniere nel campo dell'Archeologia Medievale. Con Cilento Isabella condivise largamente i suoi studi nel campo della Langobardia Minor.
Tra il 1977 e il 1986 viaggiò con la famiglia con un camion da trasporto modificato alla ricerca delle testimonianze di architettura paleocristiana in Italia meridionale.
È stata borsista neì corsi del Centro internazionale di studi "Andrea Palladio" di Vicenza, del Centro italiano di studi sull'alto medioevo di Spoleto e della Scuola superiore di archeologia e civiltà medievale "Ettore Majorana" di Erice. Fu assistente di Giancarlo Alisio prima e di Francesco Starace presso la facoltà di architettura di Napoli. Nel 1980 insegnò cartografia urbana e storia dell'architettura ed ebbe in seguito la cattedra universitaria presso l'Istituto di studi universitari "L'Orientale" di Napoli, dove collaborò con Francesco Abbate, e presso la facoltà di architettura "Mediterranea" di Reggio Calabria.
Si è occupata del sistema difensivo capuano nel periodo del viceregno austriaco, ricostruito in base alle cartografie. Nel 1983 ha pubblicato la monografia Capua medievalee in seguito i volumi Sant'Agata dei Goti e Capua nella collana Le città nella storia d'Italia di Laterza.

## Pubblicazioni

### Monografie
- Capua medievale, Liguori editore, Napoli 1982
- Capua medievale: la città dal IX al XIII secolo e l'architettura dell'età longobarda, Napoli 1983
- Sant'Agata dei Goti (con Francesco Abbate), Laterza, Bari 1984
- Capua, Laterza, Bari 1985

### Articoli
- http://www.iiss.it/page.php?xvs=UK&xpg=25&xed=1000[collegamento interrotto], in Napoli nobilissima, 9, 1970
- "Contributo alla storia urbanistica di Capua: ipotesi di sviluppo in epoca longobarda", in Napoli nobilissima, 12, 1973
- "Contributo alla storia urbanistica di Capua: origine e sviluppo della struttura urbana", in Napoli nobilissima, 13, 1974
- "Contributo alla storia urbanistica di Capua: l'impianto urbano e l'assetto difensivo in epoca medievale", in Napoli nobilissima, 15, 1976, pp.31-44
- "La nuova Capua sul Volturno", in Atti del Colloquio internazionale di archeologia medievale (Palermo-Erice, 20-22 settembre 1974), Istituto di storia medievale dell'Università di Palermo, Palermo, 1976
- "Documenti inediti sulle fortificazioni capuane dalla Repubblica Napoletana alla Restaurazione", in Napoli nobilissima, 18.1, 1979
- "Capua: il rapporto città-territorio e l'assetto difensivo in epoca vicereale (Convegno di studi su Michele Monaco e la cultura capuana nel XVII secolo, 1980
- "Il doppio livello nella chiesa longobarda di S. Giovanni in Corte e l'area palaziale capuana", in Archeologia medievale,, 7, 1980, pp. 557-576
- "La razionalizzazione dell'assetto difensivo di Capua durante il viceregno austriaco", in Capys, 13, 1980, pp.3-19
- "Capua catalana: palazzo Rinaldi-Campanino", in Capys, 17, 1984, pp.20-28
- "Capua", in Città da scoprire. Guida ai centri minori. 3 Italia meridionale, Touring Club Italiano, 1985, pp.26-33
- "Per il recupero delle fortificazioni capuane", in Capys, 20, 1987, pp.3-14
- "Le cattedrali campane e il Duomo di Palermo: influenze e rapporti", in La Cattedrale di Palermo. Studi per l'ottavo centenario della fondazione, 1993, pp.193-210
- "Il Principato di Capua", in Giuseppe Galasso e Rosario Romeo (a cura di), Storia del Mezzogiorno. II. Il MedioevoEditalia, 1984
- "L'idea del castello nella realtà meridionale del sec. XVI", in Castelli e vita di castello. Testimonianze storiche e progetti ambientali, 1994, pp.421-432
- "L'ambiente napoletano da Giuliano da Maiano al Mormando", in Giuliano e la bottega dei da Maiano. Atti, 1994, pp.92-103
- "Cattedrali gotiche meridionali tra storia, significato e forma", in Il duomo di Orvieto e le grandi cattedrali del Duecento, 1995, pp. 259–271

## Riconoscimenti
- Consegna delle chiavi della città di Capua.
- Il 1º dicembre 2012 si è svolto a Vitulazio, presso l'auditorium Giovanni Paolo II , il Convegno di studi "Isabella di Resta"

| Controllo di autorità | VIAF (EN) 58012827 · ISNI (EN) 0000 0000 8240 9694 · SBN CFIV000299 · BAV 495/352018 · ULAN (EN) 500244435 · LCCN (EN) n84059653 · GND (DE) 1047953862 |